# ジョン・ケネディ (第7代カセルス伯爵)
第7代カセルス伯爵ジョン・ケネディ（英語: John Kennedy, 7th Earl of Cassilis PC、1646年ごろ – 1701年7月23日）は、スコットランド貴族。1689年から1695年までスコットランド大蔵卿委員の1人を務めた。

## 生涯
第6代カセルス伯爵ジョン・ケネディと2人目の妻マーガレット（Margaret、旧姓ヘイ（Hay）、1695年4月22日埋葬、第10代エロル伯爵ウィリアム・ヘイの娘）の息子として、1646年ごろに生まれた。1666年9月22日に父の遺産継承者として認定され、1668年4月に父が死去するとカセルス伯爵位を継承した。
父と同じくカヴェナンターであり、国王チャールズ2世と国務大臣の第2代ローダーデイル伯爵ジョン・メイトランドの政策に反対、1670年8月13日にはスコットランド王国議会でただ1人コンヴェンティクル条令に反対した。これにより政府と敵対することになり、1678年にカヴェナンターの礼拝堂を取り壊すよう命じられ、それを拒否した。しかし、礼拝堂に集まる人々はカセルス伯爵の名誉を守るよう自ら礼拝堂を取り壊した。また、自身を含む家族、家来、使用人がいかなる場合でもコンヴェンティクル（非国教徒の宗教的集会）に出席しないことを誓約するよう求められると、これを拒否して、反逆者として扱われることになった。カセルス伯爵はロンドンに向かって国王チャールズ2世に抗議しようとし、スコットランド枢密院はカセルス伯爵の投獄を求めたが、投獄は拒否され、カセルス伯爵が起訴されることもなかった。ただし、このような迫害や父が政府のために前払いした費用の返済が遅れたことにより、カセルス伯爵はウィッグトンシャーの領地のすべてと、エアシャーの領地の大半を売却せざるを得なかった。このうち、ウィッグトンシャーの領地はジョン・ダルリンプル（のちの初代ステア伯爵）が購入した。この財政難は1681年に政府が父の代にこさえた借金を肩代わりしたことでようやく解決した。
1688年の名誉革命の後、カセルス伯爵は政治により深く関わるようになり、1689年にスコットランド枢密院の枢密顧問官に任命され、同年から1695年までスコットランド大蔵卿委員の1人を務めた。スコットランド王国議会の会議にも死去から半年前の1701年1月16日まで頻繁に出席した。
1701年7月23日に死去、長男ジョンに先立たれたため孫ジョンが爵位を継承した。

## 人物
同時代の歴史家で異母姉マーガレットの夫にあたるギルバート・バーネットは第7代カセルス伯爵を「父の意志の強さを継承したが、それ以外の美徳は継承しなかった」（heir to his father's stiffness but not to his other virtues）と評した。

## 家族

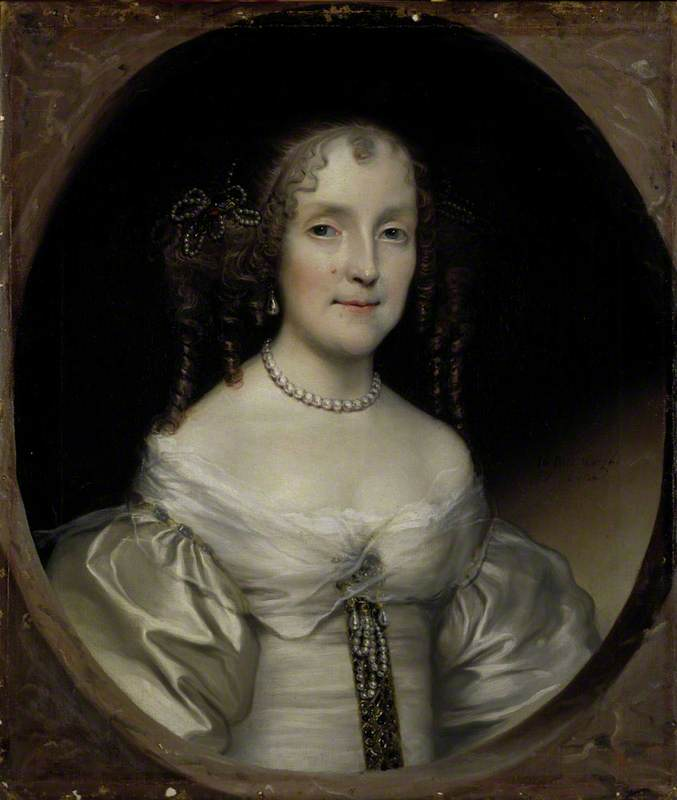
1人目の妻スザンナ。ジョン・マイケル・ライト画、1662年。

1668年12月20日、スザンナ・ハミルトン（Susanna Hamilton、1632年 – 1694年、初代ハミルトン侯爵ジェームズ・ハミルトンの娘）と結婚、2男1女をもうけた。
- ジョン（1672年ごろ[1] – 1700年） - 1698年9月13日、エリザベス・ハッチンソン（Elizabeth Hutchinson、1734年3月10日没、チャールズ・ハッチンソンの娘）と結婚、1男ジョン（のちの第8代カセルス伯爵）をもうけた[2]
- チャールズ（1739年10月10日没） - 陸軍大佐[2]
- アン - 1694年6月21日、初代ラグラン伯爵および第3代セルカーク伯爵ジョン・ハミルトンと結婚、子供あり[2]

1698年2月27日、メアリー・フォックス（Mary Fox、1746年9月12日没、ジョン・フォックスの娘）と再婚、1男2女をもうけた。
- ジェームズ（1759年までに没） - 子供なし[2]
- エリザベス[2]
- メアリー（1699年1月29日洗礼[2] – ?）